# بانک مرکزی مالزی
بانک مرکزی مالزی (مالایی: Bank Negara Malaysia) بانک مرکزی مالزی است، که در سال ۱۹۵۹ تأسیس شد.